# 崔宝印
崔宝印（1939年7月25日—），河北省定兴县人，已退役的中国国际足球裁判。
崔宝印自1958年起作为主裁判执法足球比赛，1961年成为中国国家一级裁判员，1978年成为国家级裁判，1979年到1986年间被选为国际足球裁判。崔宝印执法的国内比赛有二运会、三运会、四运会、五运会和六运会的足球比赛，执法的国际比赛有世界杯外围赛、柯达杯和世界大学生运动会足球比赛。崔宝印共执法国内正式比赛290余场，国际比赛170多场。
崔宝印曾担任北京市朝阳区体委副主任、第九届和第十届北京市人民代表大会代表、北京市朝阳区政协委员、中国足协裁判委员会常务委员、中国足协裁判员讲师。2010年9月获颁“中国足球裁判事业杰出贡献奖”。此外，崔宝印还长年在北京电视台的足球节目中担任嘉宾，点评比赛中裁判的判罚。